# Гиорги Маргвелашвили
Гиорги Маргвелашвили (груз. გიორგი მარგველაშვილი; Тбилиси, 4. септембар 1969) је грузијски академик и политичар, који је изабран за новог председника Грузије на изборима 2013. године. Филозоф по струци, два пута је био ректор Грузијског института за јавне односе (2000–2006. и 2010–2012), када је постао министар образовања и науке Грузије у кабинету Бидзине Иванишвилија. Фебруара 2013. године додељена му је функција заменика премијера.
Иванишвилијева партија Грузијски сан изабрала га је за свог кандидата на председничким изборима који су одржани октобра 2013. године. Победио је са 62% освојених гласова. Функцију председника преузео је 17. новембра 2013. године.
Упркос кандидатури од стране Грузијског сна, није члан ниједне политичке партије.